# Alaksandr Ulicionak
Alaksandr Leanidawicz Ulicionak (biał. Аляксандр Леанідавіч Уліцёнак, ros. Александр Леонидович Улитёнок, Aleksandr Leonidowicz Ulitionok; ur. 21 lutego 1954 w Rakuzauce) – białoruski dziennikarz, redaktor naczelny gazety „Swobodnyje Nowosti”, członek Białoruskiego Stowarzyszenia Dziennikarzy.

## Życiorys
Urodził się 21 lutego 1954 roku we wsi Rakuzauka, w rejonie mohylewskim obwodu mohylewskiego Białoruskiej SRR, ZSRR. W 1980 roku ukończył studia na Wydziale Dziennikarstwa Białoruskiego Uniwersytetu Państwowego. W latach 1979–1986 pracował jako korespondent, kierownik działu w gazecie „Zwiazda”. W latach 1986–1991 był korespondentem gazety „Prawda” w Białoruskiej SRR. Od 1991 roku pełnił funkcję redaktora naczelnego gazety „Swobodnyje Nowosti”. Dwukrotnie w czasie jej istnienia nakład przekraczał 100 tysięcy egzemplarzy, co zdaniem autorów książki Kto jest kim w Białorusi można uważać za rekord dla niezależnej białoruskiej prasy. Według tych samych autorów czynione przez władze Białorusi próby zniszczenia gazety doprowadziły do sztucznego obniżenia jej nakładu do 5 tysięcy egzemplarzy. Ze względu na pojawiające się trudności finansowe Alaksandr Ulicionak nie pobierał wynagrodzenia za pracę na stanowisku redaktora naczelnego w okresach od pół roku do roku. Jednocześnie regularnie wypłacał je pracownikom.
Alaksandr Ulicionak jest członkiem Białoruskiego Stowarzyszenia Dziennikarzy.

## Prace
Alaksandr Ulicionak jest autorem czterech książek.

## Nagrody
- Nagroda Państwowa Republiki Białorusi za książkę Inszadumcy (Mińsk, 1991)[1].

## Życie prywatne
Alaksandr Ulicionak jest żonaty, ma dwoje dzieci.